# Michael Seyfrit
Michael Seyfrit (Lawrence (Kansas), 16 december 1947 – Portland (Oregon), 29 mei 1994) was een Amerikaans componist, muziekpedagoog en fluitist.

## Levensloop
Seyfrit groeide op in Pasco (Washington) en later in Piqua (Ohio). Hij studeerde aan de Universiteit van Kansas in Lawrence (Kansas), waar hij zijn Bachelor of Music en in 1970 zijn Master of Music behaalde. Aansluitend studeerde hij aan de Juilliard School of Music in New York, waar hij eveneens een Master of Music in 1972 behaalde. Aan de University of Southern California in Los Angeles promoveerde hij tot Doctor of Musical Art in 1974. Zijn leraren waren onder andere Darius Milhaud, Edward Mattila, Vincent Persichetti en Halsey Stevens.
Als docent voor compositie, muziektheorie, uitvoeringspraktijk en barokfluit werkte hij aan de Catholic University of America in Washington, aan de Staatsuniversiteit van Wichita in Wichita (Kansas) en aan de California State University - Fullerton. Daarnaast deed hij research en historische orkestratie voor de Smithsonian Institution's Divisions of Musical Instruments and Performing Arts en was voor vier jaar curator voor muzikale instrumenten aan de Library of Congress. Hij is auteur van de publicatie Musical Instruments in the Dayton C. Miller Collection at the Library of Congress - Volume I: Recorders, Fifes, and Simple System Transverse Flutes of One Key. Verder is hij auteur van de artikelen over houtblaasinstrumenten in de editie van 1986 in de New Harvard Dictionary of Music.
Seyfrit maakte opnames met de "Smithsonian Chamber Players" en andere ensembles als solist op blokfluit, barokhobo en barokfluit.
Als componist ontving hij de Charles Ives Scholarship van de National Academy of Arts and Letters en won in 1970 de BMI Student Composer Award. Seyfrit schreef werken voor vele genres.

## Composities

### Werken voor orkest
- 1970 Dichroism - Symphony No. 3, voor orkest
- 1973 Slice of Life, voor strijkorkest
- 1974 Refuge, voor viool, cello, klarinet, althobo, altsaxofoon, trombone, contrabas, piano, echo consort (3 niet gespecificeerde instrumenten)
- 1975 Dusk to Dark, voor klarinet, althobo, hoorn, cello en slagwerkensemble
- 1991 Night of the Blue Moon, voor orkest
- 1991 Within View of the Sea - (kamerconcert voor hobo), voor hobo solo, 2 trombones, bastrombone, marimba en strijkers

### Werken voor harmonieorkest
- 1968 Windfest - Symphony No. 1, voor harmonieorkest
- 1969 Peace - Symphony No. 2, voor harmonieorkest

### Muziektheater

#### Opera's
| Voltooid in | titel   | aktes  | première | libretto                                                                        |
| ----------- | ------- | ------ | -------- | ------------------------------------------------------------------------------- |
|             | Foxhunt | 1 akte |          | de componist - afgeleid uit The Desert Peach naar Donna Barr en T. Brian Wagner |

#### Musicals
| Voltooid in | Titel | Uitvoeringen | Première | Libretto                      | Verdere liedteksten | Choreografie |
| ----------- | --- | ------------ | -------- | ----------------------------- | ------------------- | ------------ |
| 1990        | The Desert Peach - Musical over Pfirsich Rommel, de fictionele jongere broeder van de woestijnvos Erwin Rommel |              |          | Donna Barr en T. Brian Wagner |                     |              |
| 1991        | Sylvie and Bruno, kindermusical                                                                                |              |          | T. Brian Wagner               |                     |              |
| 1992        | Silk Dancers, dans-musical                                                                                     |              |          |                               |                     |              |

#### Toneelmuziek
- 1971 As You Like It, voor het toneelstuk van William Shakespeare voor hobo/blokfluit, klarinet/slagwerk, klavecimbel/blokfluit
- 1971 Twelfth Night, voor het toneelstuk van William Shakespeare voor blokfluit/altviool, klarinet/slagwerk, fagot, harp, celesta

### Werken voor koren
- 1988 rev.1990 Remembering Our Friends (In Remembering Our Friends Who Have Died, They Live On), voor mannenkoor, optioneel falsetstemmen, sprekers, hobo, althobo, cello en piano - tekst: van de componist

### Vocale muziek
- 1970 Winter's Warmth, voor bas, klarinet, fagot, viool, altviool, cello en harp
- 1974 Earth Cycle, voor sopraan solo, solo klarinet en 33 instrumenten
- 1991 It Is Love, voor sopraan, tenor en piano - tekst: Lewis Carroll
- 1992 Ritual, voor tenor en piano

### Kamermuziek
- 1968 Hymeneal (Wedding Suite), voor trompet, viool, 2 altviolen en 2 celli
- 1968 Sonata, voor klarinet en klavecimbel (of piano)
- 1969 Serenade, voor altblokfluit (of dwarsfluit) en harp
- 1970 Shadows and the Night Wind, voor klarinet, altfluit, marimba en pauken
- 1970 Similes, voor hobo, cello, 3 dwarsfluiten, altfluit, 4 slagwerkers
- 1971 Brass Rings, voor koperkwintet
- 1971 Continuum Vacuum Residuum, voor klarinet, althobo, trombone of cello, geprepareerd piano (zeshandig)
- 1971 Spans and Changes, voor klarinet, 8 dwarsfluiten, althobo, baritonhobo (of fagot), harp en contrabas
- 1972 Patchwork, voor solo viool, solo marimba, altfluit, althobo, basklarinet, 2 slagwerkers
- 1972-1973 Three Solos and All, voor hoorn, althobo en klarinet
- 1973 Interplay, voor blokfluit, viool en geluidsband
- 1973 Latent Images, voor piano, altviool, klarinet, fagot, cello en marimba
- 1973 Portal, voor hobo, althobo, klarinet en fagot
- 1975 In Search Of, voor klarinet, marimba en contrabas
- 1976 Sleepwalk, voor viola d'amore en harp
- 1981 Dupont Cycle, voor klarinet, althobo, altviool, marimba en geprepareerd piano
- 1988 Eight Love Poems, voor hobo en piano
- 1989 A Dance of Life, voor viool en piano
- 1990 Pages from My Diary, voor dwarsfluit of barokfluit
- 1991 And Still the Night Stars Shine, voor viool, cello en marimba

### Werken voor orgel
- 1979 Lost and Found

### Werken voor piano
- 1968 Ballade
- 1972 Interactions
- 1972 Variegations
- 1990 Three Views of the Moon, voor twee piano's

### Werken voor beiaard
- 1974 Symphony for Carillon
- Gamelan

## Publicaties
- Musical Instruments in the Dayton Clarence Miller (1866-1941) Collection at the Library of Congress - Volume I: Recorders, Fifes, and Simple System Transverse Flutes of One Key, Library of Congress, 1982, 349 p., ISBN 0844403776
- Woodwind instruments (De houtblaasinstrumenten), in: The New Harvard Dictionary of Music, Harvard University Press, 1986
- Going Blind, in: The American Journal of Hospice and Palliative Care, Vol. 12, No. 3 (May/June 1995) pp. 31–35